# Amalie Dideriksen
Amalie Dideriksen (Kastrup, 24 mei 1996) is een Deense wielrenster die sinds 2025 rijdt voor de wielerploeg Cofidis.

## Biografie
Dideriksen won zowel in 2013 als 2014 het Wereldkampioenschappen wielrennen bij de junioren dames. Ook op de baan had ze met haar wereldtitel scratch in 2014 al meer dan haar strepen verdiend als jeugdrenster. In 2016 werd ze wereldkampioene op de weg in Doha. Een jaar later werd ze derde op het WK op de weg in het Noorse Bergen.
In 2019 won ze goud samen met Julie Leth in de koppelkoers tijdens de Europese kampioenschappen baanwielrennen 2019 in Apeldoorn. In augustus 2021 nam ze namens Denemarken deel aan de Olympische Spelen in Tokio; samen met Leth won ze zilver op het onderdeel koppelkoers.

## Overwinningen

### Baanwielrennen
| Jaar        | DK                                            | EK                             | WK               | Overig                                      |
| Als junior  | Als junior                                    | Als junior                     | Als junior       | Als junior                                  |
| ----------- | --------------------------------------------- | ------------------------------ | ---------------- | ------------------------------------------- |
| 2013        |                                               |                                | scratch          |                                             |
| 2014        |                                               |                                | scratch          |                                             |
| Als belofte |                                               |                                |                  |                                             |
| 2015        |                                               | achtervolging · omnium         |                  |                                             |
| 2016        |                                               |                                |                  |                                             |
| 2017        |                                               | puntenkoers · omnium · scratch |                  |                                             |
| Als elite   |                                               |                                |                  |                                             |
| 2012        | omnium · puntenkoers · scratch                |                                |                  |                                             |
| 2015        |                                               | omnium                         |                  |                                             |
| 2016        | achtervolging · omnium · puntenkoers · sprint |                                |                  |                                             |
| 2017        |                                               |                                |                  |                                             |
| 2018        |                                               |                                | omnium · scratch |                                             |
| 2019        |                                               | koppelkoers                    |                  |                                             |
| 2020        | scratch · puntenkoers · koppelkoers           |                                |                  |                                             |
| 2021        | koppelkoers · omnium · puntenkoers            | koppelkoers                    |                  | OS: koppelkoers                             |
| 2022        |                                               | koppelkoers                    | koppelkoers      |                                             |
| 2023        |                                               |                                | omnium           |                                             |
| 2024        |                                               |                                | koppelkoers      | Olympische Spelen: 6e koppelkoers 7e omnium |
| 2025        |                                               | omnium                         |                  |                                             |

### Wegwielrennen

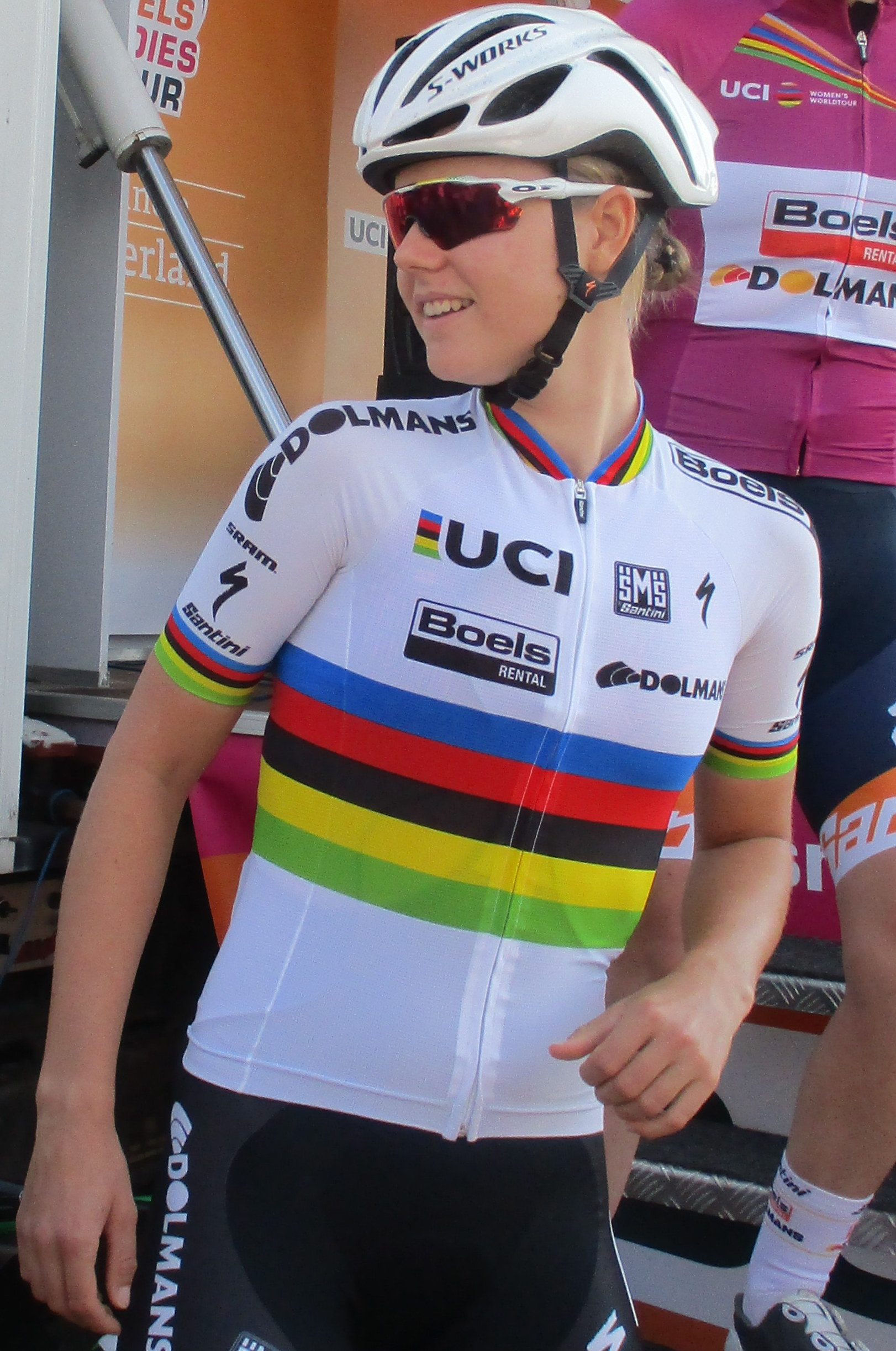
Ze won het WK op de weg in 2016.

#### Overwinningen
2014
 Deens kampioene op de weg, Elite
2015
 Deens kampioene op de weg, Elite
Jongerenklassement Ladies Tour of Norway
2e etappe Lotto Belgium Tour
Punten- en jongerenklassement Lotto Belgium Tour
2016
 Wereldkampioene op de weg, Elite
1e etappe Energiewacht Tour (TTT)
1e en 2e (TTT) etappe Holland Ladies Tour
2017
Ronde van Drenthe
2e etappe Healthy Ageing Tour (TTT)
1e etappe Giro Rosa (TTT)
Open de Suède Vårgårda (TTT)
2018
 Deens kampioene op de weg, Elite
4e etappe OVO Women's Tour
2019
 Deens kampioene op de weg, Elite
2020
 Deens kampioene tijdrijden, Elite
2021
 Deens kampioene op de weg, Elite
2023
GP Eco-Struct
2025
1e etappe Ronde van Portugal
Puntenklassement Ronde van Portugal

#### Resultaten in voornaamste wedstrijden
| Jaar | Ronde van Italië | Ronde van Frankrijk | Ronde van Spanje |
| ---- | ---------------- | ------------------- | ---------------- |
| 2015 |                  |                     |                  |
| 2016 | 37e              |                     | 19e              |
| 2017 | 68e              |                     |                  |
| 2018 |                  |                     |                  |
| 2019 |                  |                     |                  |
| 2020 |                  | buiten tijd         |                  |
| 2021 |                  |                     | 103e             |
| 2022 | 94e              |                     | 94e              |
| 2023 | 121e             |                     |                  |
| 2024 |                  |                     |                  |
| 2025 |                  | 73e                 | 93e              |

| Jaar | Gent-Wevelgem | Ronde van Vlaanderen | Parijs-Roubaix | Ronde van Drenthe | Classic Brugge-De Panne |  | WK op de weg |
| ---- | ------------- | -------------------- | -------------- | ----------------- | ----------------------- |  | ------------ |
| 2015 |               |                      |                |                   |                         |  | 25e          |
| 2016 |               |                      |                |                   |                         |  | ↑            |
| 2017 | 11e           | 21e                  |                | ↑                 |                         |  | ↑            |
| 2018 | opgave        | 18e                  |                | 77e               |                         |  | 71e          |
| 2019 | 42e           | 61e                  |                | 6e                | 16e                     |  | 13e          |
| 2020 | 44e           | 20e                  |                |                   | 28e                     |  | 90e          |
| 2021 | 109e          |                      |                |                   | 92e                     |  | 65e          |
| 2022 |               |                      |                |                   | 70e                     |  |              |
| 2023 | opgave        |                      | 54e            | 47e               | 6e                      |  | opgave       |
| 2024 | 76e           |                      | 31e            |                   | 25e                     |  |              |
| 2025 | opgave        | opgave               | 49e            |                   | opgave                  |  |              |

## Ploegen
- 2015 –  Boels Dolmans Cycling Team
- 2016 –  Boels Dolmans Cycling Team
- 2017 –  Boels Dolmans Cycling Team
- 2018 –  Boels Dolmans Cycling Team
- 2019 –  Boels Dolmans Cycling Team
- 2020 –  Boels Dolmans Cycling Team
- 2021 –  Trek-Segafredo
- 2022 –  Trek-Segafredo
- 2023 –  Uno-X Pro Cycling Team
- 2024 ―  Uno-X Mobility
- 2025 –  Cofidis

Armitstead · Blaak · De Jong · Dideriksen · Guarnier · Kasper · Majerus · Pawłowska · Stevens · Van Dijk · Van Paassen
Armitstead · Blaak · Canuel · De Jong · Dideriksen · Guarnier · Harris · Kasper · Majerus · Pawłowska · Stevens · Van Dijk
Blaak · Brammeier · Canuel · Deignan · Dideriksen · Guarnier · Majerus · Pawłowska · Pieters · Van den Bos · Van der Breggen
Blaak · Canuel · Deignan · Dideriksen · Guarnier · Majerus · Pieters · Plichta · Schneider · Van den Bos · Van der Breggen
Blaak · Buurman · Canuel · D'Hoore · Dideriksen · Hall · Langvad · Majerus · Pieters · Schneider · Van den Bos · Van der Breggen
Blaak · Buurman · Canuel · D'Hoore · Dideriksen · Hall · Majerus · Pieters · Schneider · Uneken · Van den Bos · Van der Breggen
Bäckstedt · Brand · Cordon-Ragot · Deignan · Dideriksen · Hanson · Hosking · Longo Borghini · Paternoster · van Anrooij · van Dijk · Van Twisk · Wiles · Winder · Worrack
Bäckstedt · Balsamo · Brand · Cordon-Ragot · Deignan · Dideriksen · Hanson · Hosking · Longo Borghini · Paternoster · Thomas · van Anrooij · van Dijk · Wiles
Ahtosalo · Andersen · Barker · Barnes · Confalonieri · Dideriksen · Berg Edseth · Koerner · Koster · Leth · Lowden · Ludwig · Lutro · Olausson · Bjørndal Ottestad · Ysland
Aalerud · Ahtosalo · Andersen · Anderson · Barker · Beekhuis · Berg Edseth · Boilard · Confalonieri · Dideriksen · Koerner · Koster · Leth · Lowden · Olausson · Bjørndal Ottestad · Ysland